# Robert Panzenböck
Robert Panzenböck, född 16 december 1947 i Berndorf i Österrike, är en svensk skådespelare. 

## Biografi
Uppväxt i arbetarkvarteret Kolarbyn i Fagersta. Hans far var traversförare i Trådvalsverket, Fagersta Bruk.  

## Filmografi i urval
- 1968 – Alkestis
- 1996 – Sånt är livet
- 1998 – Ivar Kreuger (TV-serie)
- 2007 – Beck – Gamen
- 2013 – Julie
- 2013 – Barna Hedenhös uppfinner julen

## Teater

### Roller (ej komplett)
| År   | Roll                            | Produktion                                                                          | Regi                 | Teater                 |
| ---- | ------------------------------- | ----------------------------------------------------------------------------------- | -------------------- | ---------------------- |
| 1969 | Gruppmedlem                     | Tolvskillingsoperan (Die Dreigroschenoper) Kurt Weill och Bertolt Brecht            | Alf Sjöberg          | Dramaten               |
| 1971 | Extra tjänstgörande             | Tartuffe (Tartuffe, ou l'Imposteur) Molière                                         | Mimi Pollak          | Dramaten               |
| 1974 | Medverkande                     | Britannicus Jean Racine                                                             | Ernst Günther        | Dramaten               |
| 1975 | Medverkande                     | Staden spelar upp! Carl Zetterström                                                 | Lars Amble           | Dramaten               |
| 1976 | Jens Sanddosa                   | Den jäktade (Den stundesløse) Ludvig Holberg                                        | Henning Moritzen     | Dramaten               |
| 1985 | Pasquale Tita Kyparen           | Sommarnöjet (La villeggiatura) Carlo Goldoni                                        | Göran O Eriksson     | Stockholms stadsteater |
| 1987 | Tygmästare Soldat m. fl.        | Kurage och hennes barn (Mutter Courage und ihre Kinder) Bertolt Brecht              | Ragnar Lyth          | Stockholms stadsteater |
| 1990 | Darius, Keans frisör            | Kean Alexandre Dumas den äldre                                                      | Jan Maagaard         | Stockholms stadsteater |
| 1995 | Zeke                            | Arne Anka – En Afton på Zekes Charlie Christensen                                   | Anders Öhrn          | Stockholms stadsteater |
| 1997 | Nahum                           | Spelman på taket (Fiddler on the Roof) Jerry Bock, Sheldon Harnick och Joseph Stein | Georg Malvius        | Stockholms stadsteater |
| 2002 | Tony                            | Utsikt från en bro (A View from the Bridge) Arthur Miller                           | Carl Kjellgren       | Stockholms stadsteater |
| 2002 | Adam                            | Som ni vill ha det (As you Like it) William Shakespeare                             | Johanna Garpe        | Stockholms stadsteater |
| 2002 | Gubben Eno                      | Mio, min Mio Kristina Lugn                                                          | Stina Ancker         | Stockholms stadsteater |
| 2004 | Rosencrantz                     | Hamlet William Shakespeare                                                          | Philip Zandén        | Stockholms stadsteater |
| 2005 | Hertig Johan Nils Gyllenstierna | Erik XIV August Strindberg                                                          | Lennart Hjulström    | Stockholms stadsteater |
| 2006 | Ballested                       | Frun från havet (Fruen fra havet') Henrik Ibsen                                     | Sara Cronberg        | Stockholms stadsteater |
| 2007 | Vargfar Gam 2                   | Djungelboken (The Jungle Book) Rudyard Kipling                                      | Alexander Mørk-Eidem | Stockholms stadsteater |
| 2008 | Victor                          | Cabaret John Kander, Fred Ebb och Joe Masteroff                                     | Colin Nutley         | Stockholms stadsteater |
| 2009 | Carl Gustav                     | Sista dansen Carin Mannheimer                                                       | Malin Stenberg       | Stockholms stadsteater |
| 2010 | Twelander                       | Aniara Harry Martinson                                                              | Lars Rudolfsson      | Stockholms stadsteater |
| 2011 | Vargfar Gam 2                   | Djungelboken (The Jungle Book) Rudyard Kipling                                      | Alexander Mørk-Eidem | Stockholms stadsteater |
| 2012 | Stephen                         | Kort möte (Brief Encounter) Noël Coward                                             | Colin Nutley         | Stockholms stadsteater |
| 2012 | Fotografen                      | Tribadernas natt Per Olov Enquist                                                   | Thommy Berggren      | Stockholms stadsteater |
| 2014 | Vargfar Gam 2                   | Djungelboken (The Jungle Book) Rudyard Kipling                                      | Alexander Mørk-Eidem | Stockholms stadsteater |